# Problem Behrensa-Fishera
Problem Behrensa-Fishera (ang. Behrens–Fisher problem) – problem matematyczny będący przedmiotem analiz na polu statystyki, dotyczący tego, w jaki sposób można dokonywać wnioskowania statystycznego dotyczącego różnic pomiędzy średnimi arytmetycznymi dwóch populacji o rozkładzie normalnym w sytuacji, kiedy wariancje obu populacji nie spełniają założenia o równości, zaś wnioskowanie statystyczne jest dokonywane na podstawie dwóch niezależnych prób pochodzących z tych populacji. 
Nazwa problemu pochodzi od nazwisk dwóch badaczy, Waltera-Ulricha Behrensa i Ronalda Fishera, którzy jako pierwsi niezależnie od siebie sformułowali to zagadnienie. W literaturze naukowej sformułowano kilka przybliżonych rozwiązań owego zagadnienia, dzięki czemu powstał np. test t Welcha czy poprawka Cochrana-Coxa do testu t Studenta.